# 앰버 오닐

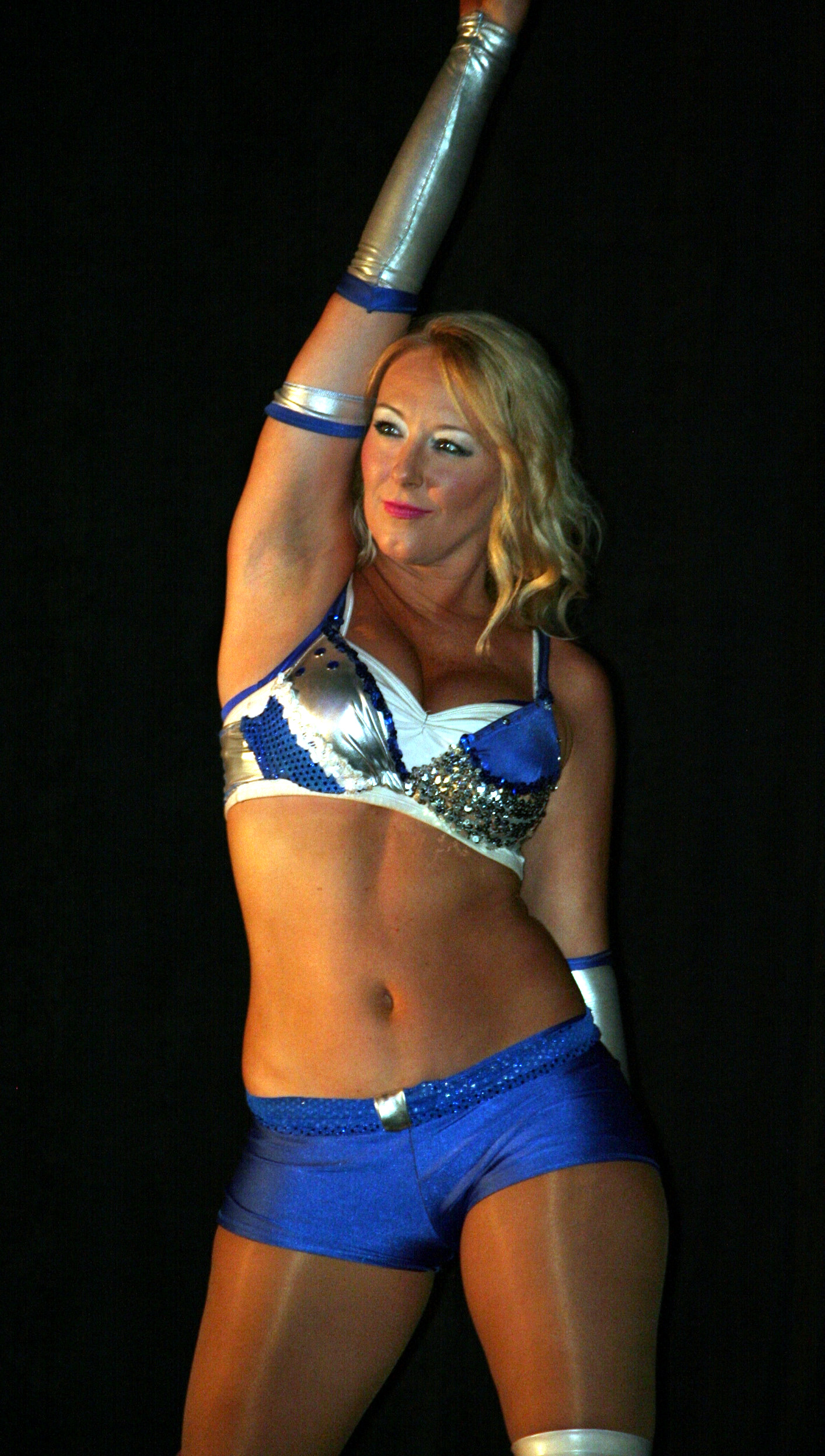
킴벌리 다운 데이비스

킴벌리 다운 데이비스(Kimberly Dawn Davis, 1974년 6월 22일 ~ )은 링네임은 앰버 오닐(Amber O'Neal)이다. 미국의 프로레슬링선수다. 남편은 9세 연하인 덕 갤로우스이다.

## 챔피언쉽 경력
- CCW 위민스 챔피언 1회
- NWA 샬롯 위민스 챔피언 1회